# Hans Möser

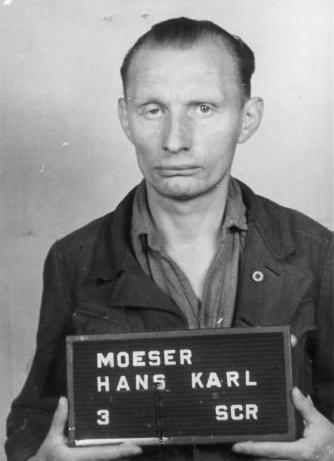
Haftbogenfoto von Hans Möser. Aufnahme vom Juni 1947.

Hans Karl Möser (* 7. April 1906 in Darmstadt; † 26. November 1948 im Kriegsverbrechergefängnis Landsberg) war ein deutscher SS-Obersturmführer und in den Konzentrationslagern Neuengamme, Auschwitz sowie als Schutzhaftlagerführer im Konzentrationslager Dora-Mittelbau eingesetzt.

## Leben
Möser, von Beruf Kaufmann, trat zum 1. Oktober 1929 der NSDAP (Mitgliedsnummer 155.301) und im Juli 1931 der SS bei (SS-Nummer 9.555). Ab Juli 1940 war Möser zunächst im SS-Sonderlager Hinzert und danach im KZ Neuengamme Angehöriger des Lagerpersonals. Von Mai 1943 bis Oktober 1943 war Möser im KZ Auschwitz III Monowitz Kompanieführer des Wachbataillons „Buna“ und anschließend bis Ende April 1944 im KZ Auschwitz I (Stammlager) ebenfalls als Kompanieführer bei der Wachmannschaft eingesetzt. Vom 1. Mai 1944 an war er im Konzentrationslager Dora-Mittelbau zunächst als zweiter Schutzhaftlagerführer und ab Juli 1944 als erster Schutzhaftlagerführer tätig. Ab Februar 1945 wurde Möser wieder stellvertretender Schutzhaftlagerführer unter Franz Hößler, nachdem dieser mit Richard Baer und dem Kommandanturstab aus dem KZ Auschwitz im KZ Mittelbau eingetroffen war. Am 5. April 1945 leitete Möser einen 3000 Häftlinge umfassenden Evakuierungstransport per Eisenbahn mit dem Ziel Neuengamme, der aber aufgrund der kriegsbedingten Lage zum KZ Ravensbrück umgeleitet wurde. Die letzte Etappe der Evakuierung mussten die Häftlinge auf einem Todesmarsch zurücklegen.
Nach seiner Verhaftung wurde Möser im Dachauer Dora-Prozess, der im Rahmen der Dachauer Prozesse vom 7. August 1947 bis zum 30. Dezember 1947 stattfand, angeklagt und zum Tode durch den Strang verurteilt. Möser soll Häftlinge im Rahmen der Lagerordnung durch Schlagen schwer misshandelt haben und war zudem bei Erhängungen in Dora-Mittelbau anwesend. Möser erschoss unter anderem bei einer Hinrichtung zwei Häftlinge nach einem Fluchtversuch. Die Verantwortung für die Todesfälle auf dem Evakuierungstransport wurden Möser zugeschrieben. Am 26. November 1948 wurde das Todesurteil durch Hängen im Kriegsverbrechergefängnis Landsberg vollstreckt.